# パラツキー大学オロモウツ

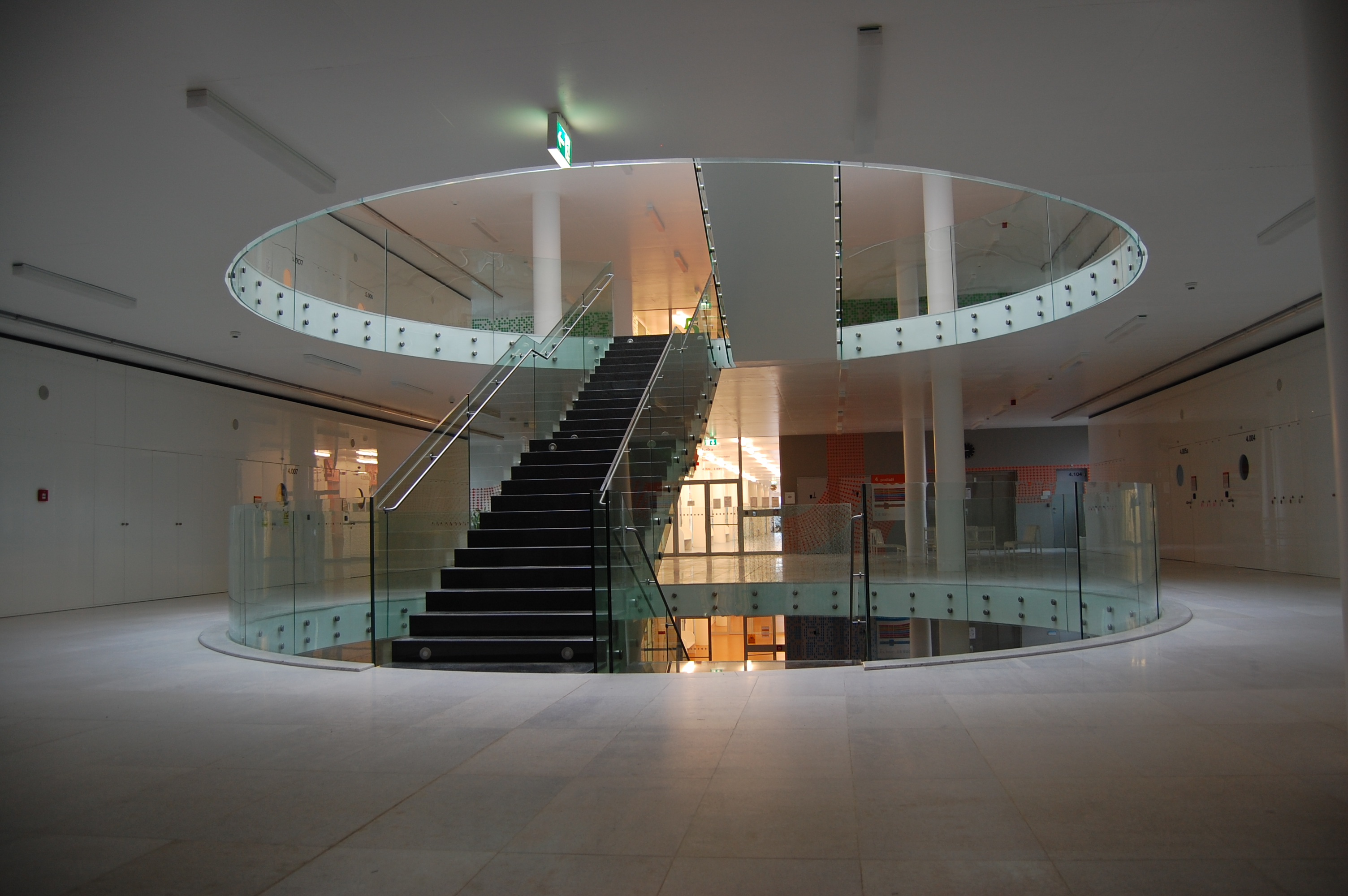
理学部の階段吹き抜け

パラツキー大学オロモウツ（チェコ語: Univerzita Palackého v Olomouci、ラテン語: Universitas Palackiana Olomucencis、英語: Palacký University Olomouc）はモラヴィアにある最古の大学であり、プラハ・カレル大学に次いでチェコ共和国の二番目に古い大学である。1946年まではオロモウツ大学という名称であった。1573年、当時モラヴィアの首都であり監督制の本拠であったオロモウツに、イエズス会の命によって公立大学として設立された。当初は神学だけが教授されていたが、すぐに、哲学、法学、そして医学が加わった。
ボヘミア王ヨーゼフ2世による1770年の改革以降、オロモウツ大学の国家主導的性格はますます増してゆき、現在では公立大学となっている。1848年の革命の間、大学の学生と教授らは民主化に積極的な役割を果たした。1850年代に保守的な王フランツ・ヨーゼフ1世によって殆どの学部が閉鎖されたが、1946年2月21日に可決された暫定議会の法律によって再開された。この法律によって大学の名称が「オロモウツ大学」から「パラツキー大学オロモウツ」へと変更された。これは19世紀のモラヴィア人歴史家であり政治家であるフランティシェク・パラツキーに因む。
オロモウツの市街は中央ヨーロッパの中では学生の人口密度が最も大きく、人口10万人に対し、約25000人の学生（Moravian College Olomoucの学生を含む）が住んでいる（郊外にも同じくらい多くいる）。この大学で教授、勤務ないし学んだ特筆すべき人物としては、アルブレヒト・フォン・ヴァレンシュタインとグレゴール・ヨハン・メンデルがいる。

## 歴史

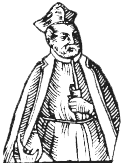
First Rector Hurtado Pérez (Mula, Spain 1526 – Olomouc 1594)

この大学はモラヴィアにおいて最古、ボヘミア王冠領において二番目に古い。